# 768 (numero)
Settecentosessantotto (768) è il numero naturale dopo il 767 e prima del 769.

## Proprietà matematiche
- È un numero pari.
- È un numero composto con 18 divisori: 1, 2, 3, 4, 6, 8, 12, 16, 24, 32, 48, 64, 96, 128, 192, 256, 384, 768. Poiché la somma dei suoi divisori (escluso il numero stesso) è 1276 > 768, è un numero abbondante.
- È un numero semiperfetto in quanto pari alla somma di alcuni (o tutti) i suoi divisori.
- È un numero pratico.
- È un numero intoccabile.
- È un numero malvagio.
- È un numero palindromo e un numero ondulante nel sistema di numerazione posizionale a base 15 (363). È altresì un numero palindromo e un numero a cifra ripetuta nel sistema di numerazione posizionale a base 31 (OO).
- È parte delle terne pitagoriche (224, 768, 800), (320, 768, 832), (576, 768, 960), (768, 880, 1168), (768, 1024, 1280), (768, 1440, 1632), (768, 1976, 2120), (768, 2240, 2368), (768, 3024, 3120), (768, 4060, 4132), (768, 4576, 4640), (768, 6120, 6168), (768, 8174, 8210), (768, 9200, 9232), (768, 12276, 12300), (768, 16375, 16393), (768, 18424, 18440), (768, 24570, 24582), (768, 36860, 36868), (768, 49149, 49155), (768, 73726, 73730), (768, 147455, 147457).

## Astronomia
- 768 Struveana è un asteroide della fascia principale del sistema solare.
- NGC 768 è una galassia spirale della costellazione della Balena.
- IC 768 è una galassia nella  costellazione della Vergine.

## Astronautica
- Cosmos 768 è un satellite artificiale russo.

## Altri ambiti
- La Route nationale 768 è una strada statale della Francia.